# Via Turonensis

Mapa Szlaków św. Jakuba z zaznaczoną Via Turonensis

Via Turonensis (hiszp. Camino de Tours, fr. Chemin de Tours, dosłownie Droga Turońska, Droga z Tours) – jeden ze szlaków w ramach dróg św. Jakuba prowadzących do Santiago de Compostela. Prowadzi z Paryża do Ostabat. Ważniejsze miasta mijane po drodze to m.in.: Orlean, Tours, Poitiers, Bordeaux.